# Sage (1751)
Pour les articles homonymes, voir Sage (homonymie).
Le Sage est un vaisseau de ligne portant 64 canons sur deux ponts construit à Toulon par Pierre-Blaise Coulomb de 1749 à 1752. Il est mis en chantier pendant la vague de construction qui sépare la fin de guerre de Succession d'Autriche (1748) du début de la guerre de Sept Ans (1755). Il sert dans la Marine française de 1752 à 1768 en traversant les épreuves de la guerre de Sept Ans.

## Caractéristiques générales
Le Sage est un bâtiment moyennement artillé mis sur cale selon les normes définies dans les années 1730-1740 par les constructeurs français pour obtenir un bon rapport coût/manœuvrabilité/armement afin de pouvoir tenir tête à la marine anglaise qui disposait de beaucoup plus de navires. Il fait partie de la catégorie de vaisseaux dite de « 64 canons » dont le premier exemplaire est lancé en 1735 et qui est suivi par plusieurs dizaines d’autres jusqu’à la fin des années 1770, époque où ils sont définitivement surclassés par les « 74 canons. »
Comme pour tous les vaisseaux de guerre français de l’époque, sa coque est en chêne, son gréement en pin, ses voiles et cordages en chanvre. Il est moins puissant que les vaisseaux de 74 canons car outre qu'il emporte moins d'artillerie, celle-ci est aussi pour partie de plus faible calibre, soit vingt-six canons de 24 livres sur sa première batterie percée à treize sabords, vingt-huit canons de 12 sur sa deuxième batterie percée à quatorze et dix canons de 6 sur ses gaillards. Cette artillerie correspond à l’armement habituel des 64 canons. Elle est en fer, chaque canon disposant d'une réserve d’à peu près 50 à 60 boulets, sans compter les boulets ramés et les grappes de mitraille. 
Pour nourrir les centaines d’hommes qui composent son équipage, c’est aussi un gros transporteur qui doit, selon les normes du temps, avoir pour deux à trois mois d'autonomie en eau douce et cinq à six mois pour la nourriture. C'est ainsi qu'il embarque des dizaines de tonnes d’eau, de vin, d’huile, de vinaigre, de farine, de biscuit, de fromage, de viande et de poisson salé, de fruits et de légumes secs, de condiments, de fromage, et même du bétail sur pied destiné à être abattu au fur et à mesure de la campagne.

## Historique

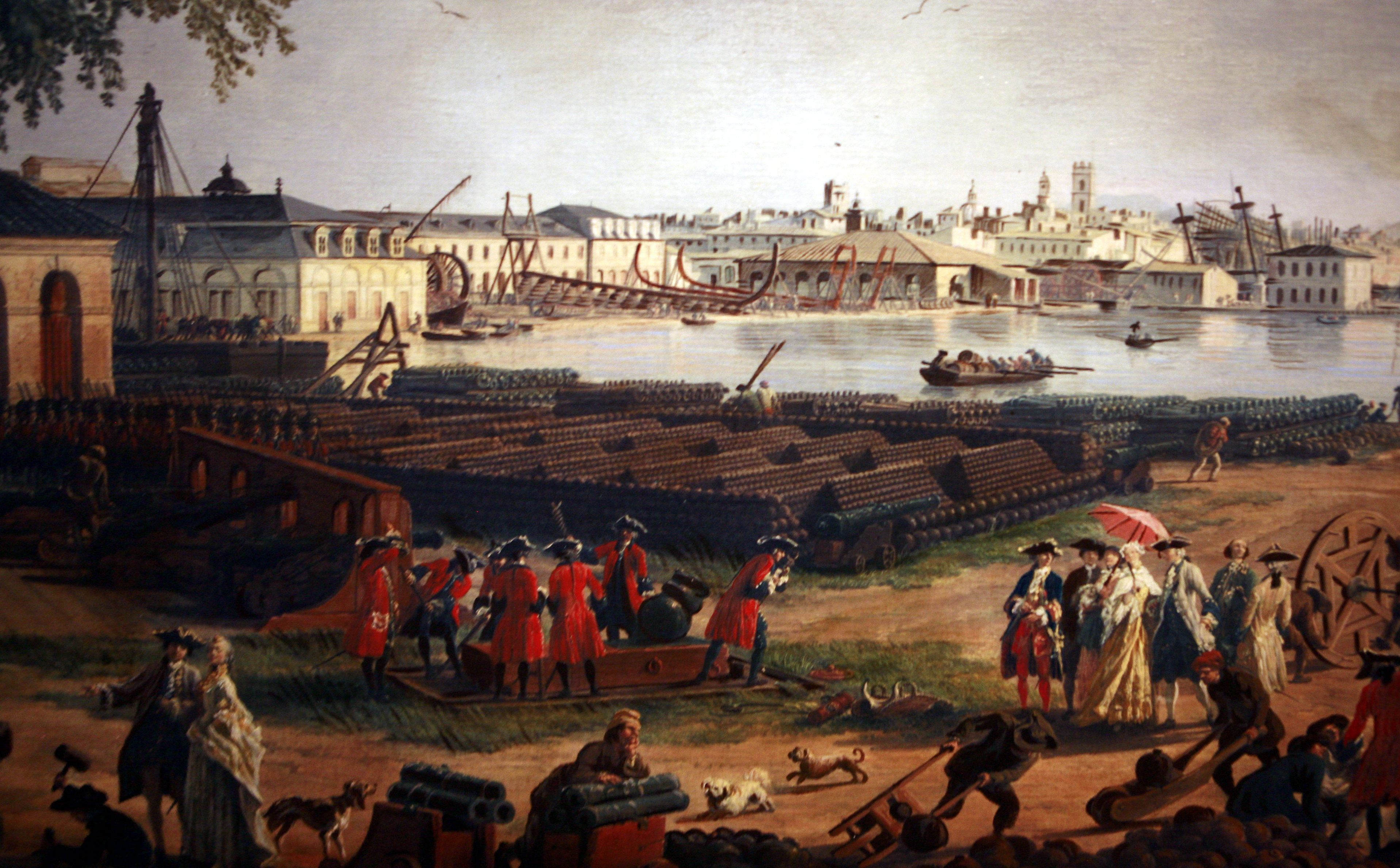
L’arsenal de Toulon au milieu du XVIIIe siècle, à l'époque ou le Sage y est construit.

Le Sage est commandé par Joseph-François de Noble du Revest lorsque la guerre reprend en 1755 entre la France et l'Angleterre. Au printemps 1756, il est requis pour faire partie de la flotte de 12 vaisseaux de La Galissonière qui appareille avec plus de 12 000 soldats sur 170 navires de transport pour attaquer la base anglaise de Minorque. Le 20 mai 1756, il participe à la bataille de Minorque contre l'escadre de John Byng venue secourir la place. Il occupe la dernière position sur la ligne française. C'est le seul vaisseau français réellement endommagé lors de ce combat victorieux.
En 1757, le Sage passe sous les ordres du capitaine Dabon lorsqu'il est affecté à la division de 4 vaisseaux du chef d'escadre Noble du Revest qui doit faire voile pour l'Amérique du Nord afin d'y défendre Louisbourg. Le 18 mars, il appareille de Toulon et réussit à franchir le détroit de Gibraltar malgré la surveillance anglaise et arrive le 15 juin à destination, participant ainsi à l'importante concentration navale qui sauve Louisbourg de l'invasion cette année-là. En octobre, le Sage quitte la place pour rentrer en France. Comme les autres vaisseaux, il est touché par la grave épidémie de typhus qui ravage les équipages.
En 1758-1759, le Sage n'est pas engagé dans les défaites qui voient la perte de nombreuses unités françaises (bataille de Carthagène, de Lagos, des Cardinaux). Il est rayé des listes de la flotte en 1768.